# Maximilian Rolka
Maximilian Rolka (* 21. November 1996 in Bremen) ist ein polnisch-deutscher ehemaliger Handballspieler. 

## Karriere
Rolka, der in München aufgewachsen ist, spielte bis zur C-Jugend für den TSV Ismaning. Aus Ismaning wechselte er zur SG Kronau/Östringen, dem Juniorenteam der Rhein-Neckar Löwen. Mit der SG wurde Rolka in der A-Jugend 2013 Deutscher Vize-Meister. Bei der SG gehörte er auch zum Drittligakader. Parallel gehörte Rolka bei den Rhein-Neckar Löwen in der Saison 2016/17 dem Kader in der EHF Champions League an. Zur Saison 2017/18 wechselte er von der SG Kronau/Östringen zum Drittligisten SG Leutershausen. Im September 2017 wurde Rolka mit einem Zweitspielrecht beim Erstligisten TVB 1898 Stuttgart ausgestattet. 2022 beendete Polka seine Karriere.
Rolka spielte auf der Position eines linken Rückraumspielers.
Rolka gehörte der polnischen Junioren-Nationalmannschaft an. Er wurde in der U-18, U-20 und U-21 von Polen eingesetzt.

## Persönliches
Rolka besuchte das Leibniz-Gymnasium Östringen und hat ein Studium abgeschlossen.
Maximilian Rolkas Mutter ist eine ehemalige polnische Handball-Nationalspielerin.